# Stazione di Cherbourg
La stazione di Cherbourg (in francese Gare de Cherbourg) è la principale stazione ferroviaria di Cherbourg-en-Cotentin, Francia.